# Corentin Moutet
Corentin Moutet (* 19. April 1999 in Neuilly-sur-Seine) ist ein französischer Tennisspieler.

## Karriere
Auf der ITF Junior Tour konnte Corentin Moutet bereits erste Erfolge feiern. Seine beste Platzierung in der Juniorenrangliste war ein 7. Platz im August 2017. Bei Grand-Slam-Turnieren erreichte er jeweils das Halbfinale bei den Australian Open sowie in Wimbledon.
2014 spielte Moutet erste Turniere auf der zweit- und drittklassigen Challenger und Future Tour. Auf der Future Tour konnte er bisher fünf Einzeltitel gewinnen. Ab 2017 muss er bei Futures nicht mehr antreten. In diesem Jahr erreichte er als Qualifikant in Como sein erstes Halbfinale bei einem Challenger-Turnier. Dieses verlor er in drei Sätzen gegen den späteren Turniersieger Pedro Sousa. In Brest konnte er seinen ersten Titel im Einzel gewinnen, als er sich mit einer Wildcard im Finale gegen den Griechen Stefanos Tsitsipas in zwei Sätzen durchsetzen konnte.
Als 15-Jähriger bekam Moutet eine Wildcard für die Qualifikation in Metz, ein Turnier der ATP Tour. Dort scheiterte er in der zweiten Qualifikationsrunde gegen seinen Landsmann Pierre-Hugues Herbert. Sein Grand-Slam-Debüt feierte er 2017 bei den French Open. Zusammen mit Constant Lestienne erhielt er eine Wildcard für das Doppelfeld und traf in der ersten Runde auf Lu Yen-hsun und Dustin Brown. Aufgrund einer verletzungsbedingten Aufgabe im ersten Satz seiner Gegner schaffte er den Einzug in die zweite Runde. Mit 1:6, 1:6 unterlagen sie dort dem Duo aus Jean-Julien Rojer und Horia Tecău. Mit dem 160. Rang im Oktober 2017 schaffte er zum ersten Mal den Sprung in die Top 200 der Weltrangliste.

## Erfolge
| Legende (Anzahl der Titel) |
| Grand Slam                 |
| ATP Finals                 |
| ATP Tour Masters 1000      |
| ATP Tour 500               |
| ATP Tour 250               |
| ATP Challenger Tour (7)    |

### Einzel

#### Turniersiege
| Nr. | Datum              | Turnier  | Belag         | Finalgegner        | Ergebnis       |
| --- | ------------------ | -------- | ------------- | ------------------ | -------------- |
| 1.  | 29. Oktober 2017   | Brest    | Hartplatz (i) | Stefanos Tsitsipas | 6:2, 7:68      |
| 2.  | 16. September 2018 | Istanbul | Hartplatz     | Quentin Halys      | 6:3, 6:4       |
| 3.  | 10. Februar 2019   | Chennai  | Hartplatz     | Andrew Harris      | 6:3, 6:3       |
| 4.  | 16. Juni 2019      | Lyon (1) | Sand          | Elias Ymer         | 6:4, 6:4       |
| 5.  | 12. Juni 2022      | Lyon (2) | Sand          | Pedro Cachín       | 6:4, 6:4       |
| 6.  | 18. September 2022 | Stettin  | Sand          | Dennis Novak       | 6:2, 6:75, 6:4 |
| 7.  | 12. November 2023  | Helsinki | Hartplatz (i) | Sumit Nagal        | 6:3, 3:6, 6:2  |

#### Finalteilnahmen
| Nr. | Datum           | Turnier  | Belag     | Finalgegner       | Ergebnis  |
| --- | --------------- | -------- | --------- | ----------------- | --------- |
| 1.  | 11. Januar 2020 | Doha     | Hartplatz | Andrei Rubljow    | 2:6, 6:73 |
| 2.  | 28. Juni 2025   | Mallorca | Rasen     | Tallon Griekspoor | 5:7, 6:73 |

## Abschneiden bei Grand-Slam-Turnieren

### Einzel
| Turnier         | 2015 | 2016 | 2017 | 2018 | 2019 | 2020 | 2021 | 2022 | 2023 | 2024 | 2025 | Karriere |
| --------------- | ---- | ---- | ---- | ---- | ---- | ---- | ---- | ---- | ---- | ---- | ---- | -------- |
| Australian Open | —    | —    | —    | 1    | Q1   | 1    | 2    | 2    | 2    | —    | 3    | 3        |
| French Open     | Q1   | —    | Q1   | 2    | 3    | 1    | 1    | 2    | 2    | AF   | 2    | AF       |
| Wimbledon       | —    | —    | —    | —    | 2    |      | 1    | —    | 2    | —    | 2    | 2        |
| US Open         | —    | —    | —    | 1    | 1    | 3    | 2    | AF   | 1    | 1    |      | AF       |

Zeichenerklärung: S = Turniersieg; F, HF, VF, AF = Einzug ins Finale / Halbfinale / Viertelfinale / Achtelfinale; 1, 2, 3 = Ausscheiden in der 1. / 2. / 3. Hauptrunde; Q1, Q2, Q3 = Ausscheiden in der 1. / 2. / 3. Qualifikationsrunde; nicht ausgetragen